# Abaújalpár
Abaújalpár (hongrois : Abaújalpár [ˈɒbɒuːjɒlpaːr]) est une localité hongroise située dans le comitat de Borsod-Abaúj-Zemplén.

## Nom et attributs

### Héraldique
Les armoiries d’Abaújalpár se composent d’un écu coupé parti :
- À dextre, en champ d’or, une grappe de raisin de gueules, accompagnée d’une feuille de vigne du même.
- À senestre, en champ de gueules, une représentation stylisée de l’église réformée locale du XIVe siècle, surmontée d’une étoile de Bethléem.

La pointe de l’écu est séparée par une fasce ondée, évoquant l’eau aux propriétés curatives de la région.
Les armoiries s’inspirent du sceau de 1857 de la commune et reprennent deux éléments symboliques majeurs : la viticulture, activité historique du village, et l’église réformée, qui demeure un repère spirituel et patrimonial important pour les habitants.

## Site et localisation

### Géologie et géomorphologie
Le village est implanté dans le Massif du Nord, plus précisément dans la partie occidentale des monts de Zemplén. Il se trouve à environ 9 kilomètres au sud-est d’Encs et à 50 kilomètres au nord-est de Miskolc, le chef-lieu du comitat.
Abaújalpár s'étend sur une superficie de 848 hectares, dont 22 hectares de zone bâtie et 826 hectares de terrains non urbanisés, principalement couverts de forêts.
Abaújalpár possède plusieurs sites naturels prisés pour les excursions. L’Aranyosi-völgy est une vallée appréciée des randonneurs, tandis que le panorama du Domonkostó-tető offre un point de vue remarquable sur les environs.

## Histoire
Le village d’Abaújalpár est mentionné pour la première fois en 1330 sous le nom d’Alpar. À cette époque, il appartenait à la famille Aba, avant de passer, à partir de 1370, à la famille Alpáry. L'un de ses propriétaires notables, Sámuel Alpáry, s'est illustré en tant que chef du soulèvement noble entre 1551 et 1565.
Après l'extinction de la famille Alpáry, le village passa entre les mains des familles Szemere et Darvas. Durant l'occupation ottomane, le village fut détruit et, en 1715, il ne figurait pas sur la liste des localités habitées. Lors d'un recensement en 1720, il était désigné comme une localité sans paysans, ne comptant qu'un seul habitant noble, István Gadnai.
Vers les années 1730, des colons hongrois de confession réformée s’y installèrent. En 1828, les familles nobles Darvas et Szánky possédaient les terres du village.
En 1905, le village adopta son nom actuel, Abaújalpár, période durant laquelle plusieurs familles nobles y possédaient des manoirs. Après la Seconde Guerre mondiale, ces demeures tombèrent en ruine, étant principalement utilisées comme bâtiments agricoles.

## Population

### Minorités culturelles et religieuses
Lors du recensement de 2011, la population d’Abaújalpár s’identifiait presque exclusivement comme hongroise, bien que 3,8 % des habitants aient également déclaré une identité ukrainienne, en raison des possibilités de double appartenance.
Sur le plan religieux, le village affichait une majorité de fidèles réformés, représentant 44,3 % des habitants. Les catholiques romains constituaient 24,1 % de la population, tandis que les catholiques grecs en formaient 6,3 %. Un quart des habitants (25,3 %) n’a pas souhaité préciser son appartenance religieuse.
En 2022, la composition ethnique restait largement dominée par la population hongroise, qui représentait 93,9 % des habitants, tandis que 6,1 % n’ont pas répondu à cette question.
La répartition religieuse avait légèrement évolué. La proportion de catholiques romains avait augmenté pour atteindre 40,9 %, tandis que celle des réformés avait diminué à 36,4 %. La part des catholiques grecs s’élevait à 7,6 %, un chiffre identique à celui des habitants se déclarant sans confession. Une proportion équivalente de 7,6 % n’a pas répondu à la question.

## Équipements

### Réseaux extra-urbains
L'accès principal à Abaújalpár se fait par la route 3714, qui longe la limite occidentale de la zone bâtie et relie le village à Abaújszántó et Gönc. La rue principale du village correspond à la route secondaire 37 108, tandis que la route 3705 traverse sa limite sud.
Depuis d'autres régions de Hongrie, le village est accessible via la route nationale 3, en bifurquant à Encs, ou par la route nationale 37, en empruntant les itinéraires passant par Szerencs-Abaújszántó ou Szegilong-Erdőbénye. Le transport routier public est assuré par les autobus Volánbusz.
Abaújalpár ne dispose pas de gare ferroviaire, mais la ligne de chemin de fer Szerencs–Hidasnémeti passe à proximité. Les gares les plus proches sont Abaújszántó et l'arrêt d’Abaújkér, situés à quelques kilomètres du village.

## Patrimoine local
L'élément le plus emblématique du patrimoine d'Abaújalpár est son église réformée, construite au XVe siècle dans un style gothique. D'abord utilisée comme lieu de culte catholique, elle était encore sous cette confession en 1696, avant de passer définitivement aux réformés en 1733. Une importante rénovation eut lieu en 1734, au cours de laquelle furent ajoutés le pupitre sculpté et peint, son abat-voix, ainsi qu'un plafond en bois décoré. Les bancs, quant à eux, datent de 1820. L'église possède une cloche de 70 kg, fondue en 1640 à Eperjes (actuelle Prešov) par György Weird. Son entrée occidentale est surmontée d'un clocher-mur de trois mètres de haut.
Autre bâtiment remarquable du village, la Kúria Kapy est une demeure aristocratique construite dans la première moitié du XIXe siècle. Son architecture s'inscrit dans un style classico-populaire typique de la région.